# Илузиониста (филм из 2010)
Илузиониста (фр. L'Illusionniste) је француско—британски анимирани филм из 2010. године. Рађен је по причи Жак Татија.

## Синопсис
Године 1959. у Паризу, незапослени илузиониста спакује своје ствари, укључујући и свог зеца, и сели се у Лондон. Не може се такмичити са модерном забавом, попут рокенрола али зато он тргује на мањим скуповима у баровима, кафићима и журкама. Прихвата позив пијаног организатора забаве да посети удаљено шкотско острво, да забавља мештане. Боравећи у соби изнад паба, упознаје девојку Алис која је очарана његовим илузијама и љубазношћу, укључујући и поклон - црвене ципеле.
Алис верује да илузионист поседује праве магичне моћи и следи га до Единбурга, где наступа у позоришту. Деле собу у срушеном пансиону за забављаче. Илузиониста спава на каучу и девојка је стално заузета чишћењем и кувањем хране коју дели са комшијама. Њену наклоност чак добија и зец, али све израженије зараде илузиониста троши на поклоне за Алис и доводе га до тога да заложи свој чаробни комплет и потајно ради понижавајуће послове.
Алис привлачи пажњу згодног младића. Након што их илузиониста види како заједно шетају, оставља је с новцем и писмом на којем пише "Чаробњаци не постоје". Алис се касније усељава са својим дечком. Илузиониста пушта зеца на напуштени вулкан близу Единбурга и укрцава се у воз где одбија прилику да изведе чаробни трик за дете.

## Продукција
Када је читао сценарио из Лондонске филмске школе 2006. године, Шоме је рекао: "Велики француски комичар Жак Тати написао је сценарио Илузиониста и желео да га са ћерком направи као анимирани филм".
Филм је углавном прављен у студију  Django Films у Единбургу док је даља анимација рађена у Лондону и Паризу.

### Контроверзе
Контроверза је напала Илузионисту а преноси се да је "Тати био инспирисан да пише причу у покушају да се помири са својом најстаријом ћерком Хелгом, коју је напустио кад је она била је беба. Иако је и данас жива и заправо може бити његов једини непосредни живи рођак, нигде се то не спомиње у завештајима, што је озбиљно нервирало неке ".
У јануару 2010. године Гардијан је објавио чланак "Изгубљени филм Жак Татија открива породични бол" у којем је наведено: "2000. године сценарио је Шомеу предала Жакова ћерка Софи Тати, две године пре њене смрти. Сада, међутим, породица Хелге, која живи на североистоку Енглеске, позива француског режисера да да заслугу Хелги као истинску инспирацију за филм. Сценарио филма био је Татијев одговор на срамоту да је напустио своје прво дете и то остаје једино јавно признање њеног постојања. Они оптужују режисера Шомеа да је покушао да избрише њихово болно породично наслеђе.
Шоме има другачије мишљење о пореклу филма и признаје: "Никад нисам срео Софи, или чак разговарао с њом о сценарију." Шоме је рекао: "Мислим да је Тати написао сценарио за његову другу ћерку Софи. Мислим да се осећао кривим што је предуго провео далеко од своје ћерке док је радио."
Шоме је изјавио за новине The National у јуну 2010. године: "Имам двоје мале деце, четворогодишњакињу и двогодишњакињу. Али имам и ћерку од 17 година са којом не живим јер сам се одвојио од њене мајке. Имала је 12 година када сам започео пројекат и могао сам да осетим како се ствари мењају." Чини се да то одражава жаљење због нарушене очинске везе коју је Тати имао са својом ћерком Хелгом. Из приче Шоме је прокоментарисао да "потпуно разуме зашто [Тати] није извео [Илузионисту] на екран. Било му је превише болно те је преферирао да се крије иза својих других ликова у филмовима у којима је глумио.
Филм се појавио на Канском фестивалу 2008. године а на Берлинском две године касније.

## Критика
Ротен томејтоуз даје филму оцену од 90% на основу критика 128 критичара и извештава о просеку рејтинга 7,9 / 10. Његов критички консензус каже: „Заносна љубавна прича фановима анимације за одрасле, Илузиониста нуди антидот мејснтриму."
Магазин Télérama о филму: "Овај илузиониста је нежан и контемплативан колико је Шомеин претходни филм био тежак."

## Награде
На Европским филмским наградама, филм је добио награду за најбољи филм 2010. године. Био је и номинован за најбољи анимирани филм на додели Златног глобуса.